# Сирницька
Сирницька — пралісова пам’ятка природи місцевого значення, що розташована на території Словечанській сільській громаді Коростенського району Житомирської області, біля села Сирниця.
Площа пам'ятки природи становить 78,2 га. Статус охоронної території присвоєно 2021 року. 
Пам'ятка природи розташована у Сирницькому лісництві ДП «Словечанське лісове господарство» Житомирського обласного  управління лісового та мисливського господарства, у кварталі  68 (виділ  9 , 31, 46),  кварталі  69 (виділ  21); кварталі 78 (виділ  9); кварталі 79 (виділ 1 та 33); квартал 87 (виділ 4).
Статус присвоєно для охорони та збереження ділянки старовікового соснового лісу, як джерела для відтворення видової різноманітності лісів Полісся та басейну річки Прип’ять. Флористичне різноманіття представлене приблизно 20 видами судинних рослин, а фауна типова для соснових лісів помірного клімату. 